# 朱尔斯堡 (科罗拉多州)
朱尔斯堡（英語：Julesburg），是美国科罗拉多州塞奇威克县下属的一座城市。建市于1886年11月18日，面积大约为1.484平方英里（3.843平方公里）。根据2010年美国人口普查，该市有人口1,225人。2011年估计该市有人口1,217人，相比2010年人口增长率为-0.65%。同时，论人口该市是科罗拉多州第133大城市。